# 淡黄色
淡黄色（たんこうしょく）は、色の一つで薄い黄色である。単に淡黄（たんこう）と呼ばれることもある。

## 花の淡黄色
淡黄色の花は多くの場合フラボノイドが原因で発色する。但し稀にカロテノイドにより淡黄色に発色する花も存在する。一方濃い黄色の花はカロテノイドやベタレインによって発色する。

## 近似色
- 黄色
- 浅黄色
- 檸檬色
- クリーム色
- ジャスミン
- ストロー